# Namangi-Aute
Namangi-Aute est un mouvement politique régionaliste au Vanuatu.

## Historique
Il fut fondé par Aimé Maléré à Malekula en 1975, en tant que faction sécessioniste du Mouvement autonomiste des Nouvelles-Hébrides. Il s'adressa à la communauté catholique francophone du sud de Malekula, et visa à représenter ses intérêts. La principale raison d'être du mouvement -à l'instar d'autres mouvements francophones et/ou régionaux au même moment- fut d'exprimer une réticence vis-à-vis des préparatifs pour une indépendance rapide du pays, qui était alors un condominium franco-britannique appelé Nouvelles-Hébrides. Namangi-Aute estimait que le pays, s'il devenait indépendant trop rapidement, serait dominé par les anglophones, qui avaient été formés plus tôt à son administration. Dans ce cadre, il obtint deux sièges au Parlement aux élections législatives de 1979.
Le mouvement estime toujours dans les années 2000 que le développement de Malekula passe par une décentralisation politique fortement accrue, via la création d'une confédération de provinces autonomes. Par ailleurs, il fait campagne en faveur du vote obligatoire, de la reconnaissance du rôle coutumier des chefs et du droit coutumier, et pour que les communautés aient le moyen de se développer en accord avec leurs propres besoins et priorités.
Le mouvement se fondit dans l'Union des partis modérés à la fin des années 1980, puis, de 2000 à 2002, dans la Confédération des Verts Vanuatu. En 2002, il fut renfondé en tant que mouvement indépendant par son président actuel, Paul Telukluk. Ce dernier fut élu député de Malekula sous l'étiquette des Verts en 2002 -ayant auparavant été député pour l'Union des Partis modérés-, et conserva son siège aux élections de 2004 et de 2008 en tant que seul député de Namangi-Aute,.
En amont des élections législatives de 2012, le parti se fond dans le nouveau Mouvement de réunification pour le changementMouvement de réunification pour le changement.

## Représentation au Parlement[4]
| Élection | Sièges                                | Remarques                                                                                      |
| -------- | ------------------------------------- | ---------------------------------------------------------------------------------------------- |
| 1979     | 2                                     |                                                                                                |
| 1983     | 0                                     |                                                                                                |
| 1987     | fondu dans l'UPM                      |                                                                                                |
| 1991     | fondu dans l'UPM                      |                                                                                                |
| 1995     | fondu dans l'UPM                      |                                                                                                |
| 1998     | fondu dans l'UPM                      |                                                                                                |
| 2002     | fondu dans la Confédération des Verts | Paul Telukluk est élu sous l'étiquette des Verts, mais se déclare ensuite député Namangi-Aute. |
| 2004     | 1 (Paul Telukluk)                     |                                                                                                |
| 2008     | 1 (Paul Telukluk)                     |                                                                                                |